# Porto de Nagoia
O Porto de Nagoia está localizado na Baía de Ise, e é o maior porto comercial do Japão.